# Madeira (Ohio)
Madeira – miasto w Stanach Zjednoczonych, w stanie Ohio.
Liczba mieszkańców w 2010 roku wynosiła 8 726.